# Рассел, Фрэнсис, 7-й герцог Бедфорд

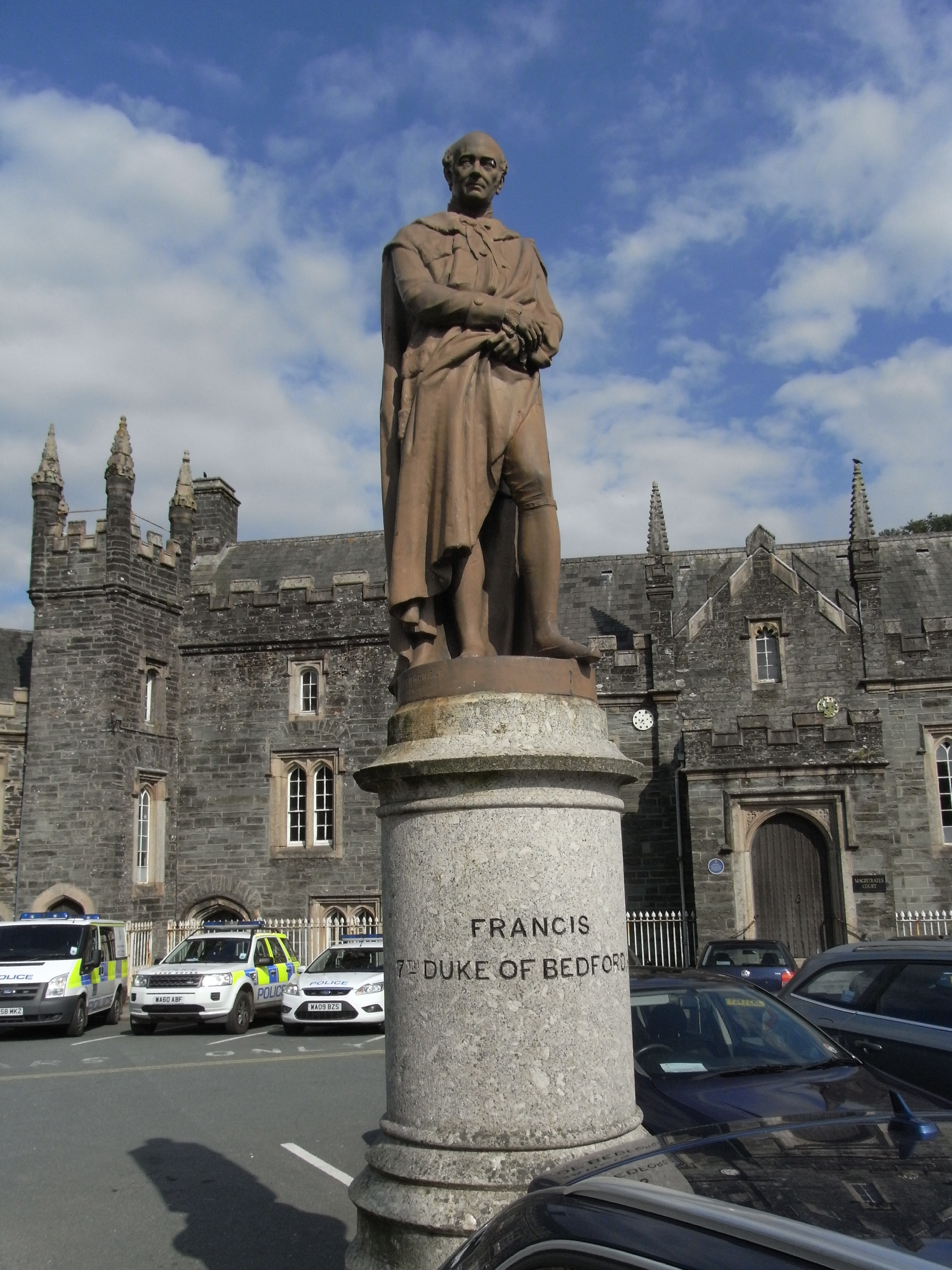
Статуя Фрэнсиса Рассела, 7-го герцога Бедфорда, работы Эдварда Боуринга Стивенса, перед магистратским судом в Тавистоке (1864)

Фрэнсис Рассел (англ. Francis Russell, 7th Duke of Bedford; 13 мая 1788, Лондон, Великобритания — 14 мая 1861, там же) — британский аристократ и политик-виг, 7-й барон Хоуленд из Стритема с 1833 года (до этого носил титул учтивости маркиз Тависток), 12-й барон Рассел, 11-й граф Бедфорд, 7-й маркиз Тависток, 7-й герцог Бедфорд с 1839 года, кавалер ордена Подвязки. Заседал в Палате общин в 1809—1832 годах, занимал должность лорда-лейтенанта Бедфордшира в 1859—1861 годах.

## Биография
Фрэнсис Рассел родился 13 мая 1788 года в Лондоне и стал старшим сыном Джона Рассела, 6-го герцога Бедфорда, и его первой жены Джорджианы Бинг. Его брат Джон Рассел, 1-й граф Рассел, дважды был премьер-министром Великобритании (1846—1852, 1865—1866). Фрэнсис получил образование в Вестминстерской школе, окончил Тринити-колледж в Кембридже в 1808 году со степенью магистра искусств. При жизни отца он носил титул учтивости маркиз Тависток. В 1809—1812 годах Рассел заседал в Палате общин как депутат от Питерборо, в 1812—1832 — как депутат от Бедфордшира. В 1833 году он был вызван в Палату лордов под одним из младших отцовских титулов — барон Хоуленд из Стритема.
20 октября 1838 года 6-й герцог Бедфорд умер, и Фрэнсис унаследовал остальные семейные титулы, включая герцогский. 6 июля 1846 года он стал членом Тайного совета, 26 марта 1847 года был посвящён в кавалеры ордена Подвязки. В 1852 году герцог был назначен специальным заместителем лорда-хранителя оловянных рудников. В 1859—1861 годах сэр Фрэнсис занимал должность лорда-лейтенанта Бедфордшира.
Герцог умер 14 мая 1861 года в возрасте 73 лет и был похоронен 22 мая в Бедфордской часовне церкви Святого Михаила в Ченисе, Бакингемшир.

## Семья
8 августа 1808 года Фрэнсис женился на Энн Мэри Стэнхоуп (3 сентября 1783 — 3 июля 1857), дочери Чарльза Стэнхоупа, 3-го графа Харрингтона. У супругов родился один сын — Уильям (1 июля 1809 — 27 мая 1872), ставший после смерти отца 8-м герцогом Бедфордом.